# Зунига, Дафна
Да́фна Юри́диси Зуни́га (англ. Daphne Eurydice Zuniga; род. 28 октября 1962) — американская актриса.

## Биография
Отец Дафны иммигрировал в США из Гватемалы, мать польско-финского происхождения. В 1980 году Дафна закончила Юнион Хай-скул в Вудстоке, Вермонт.
Сыграла в таких фильмах, как «Верняк» (вместе с Джоном Кьюсаком) и «Космические яйца» Мела Брукса. Наибольшую известность получала снимаясь в сериалах «Мелроуз-Плейс» и «Холм одного дерева».
Её младшая сестра, Дженнифер Зунига (род. 30.03.1964), также актриса, дебютировавшая в фильме «Женщина, её мужчины и её футон» (1992). Зунига посещает частные буддийские медитативные ретриты, чтобы справляться с жизненным стрессом.
В 2006 году Зунига начала встречаться с бизнесменом Дэвидом Млечко. 8 июня 2019 года они сочетались браком в Кембридже, штат Массачусетс.

## Избранная фильмография
- 1982 — Дом, где падает кровь / The Dorm That Dripped Blood — Дебби
- 1983 — Принцесса-квотербек / Quarterback Princess — Ким Мэйда
- 1984 — Кровавое посвящение / The Initiation — Келли Фэарчайлд
- 1984 — Верняк / The Sure Thing — Элисон Брэдбери
- 1986 — Современные девчонки / Modern Girls — Марго
- 1987 — Космические яйца / Spaceballs — принцесса Веспа
- 1988 — Последний ритуал — Анджела
- 1989 — Муха 2 / The Fly II — Бет Логан
- 1989 — Курс анатомии / Gross Anatomy — Лори Рорбах
- 1992—1996 — Мелроуз-Плейс / Melrose Place — Джо Рейнольдс
- 2008—2012 — Холм одного дерева / One Tree Hill — Виктория Дэвис